# Towtry
Towtry (ukr. Товтри) – wieś na Ukrainie, w obwodzie czerniowieckim, w rejonie czerniowieckim. W 2001 roku liczyła 1758 mieszkańców.